# Língua iuri
O Yuri é uma língua extinta do estado brasileiro do Amazonas.

## Vocabulário
Alguns nomes de plantas e animais em yuri (Goulard & Rodríguez Montes 2013):
Abreviaturas e fontes
- M: Martius (1867)[4][5][6]
- S: Spix (1831)[7]
- W: Wallace (1889)[8]

| n°   | Latim                                            | Português                     | Espanhol                                      | Yuri                      |
| ---- | ------------------------------------------------ | ----------------------------- | --------------------------------------------- | ------------------------- |
| 215. | Tapirus americanus                               | anta                          | tapir, danta                                  | poori S; po(a)ri, M       |
| 216. | Bos                                              | boi                           | buey                                          | ghüely, S; po(a) ri, M    |
| 217. | Cervus                                           | veado                         | ciervo                                        | suumedy, S; tschaungäh, M |
| 218. | Felis onca                                       | onça-pintada                  | jaguar                                        | wehry, S; wäry, M         |
| 219. | Felis pardalis (maracaja)                        | maracajá                      | tigrillo                                      | wehry one                 |
| 220. | Felis concolor (çuçuarana)                       | suçuarana                     |                                               | wehry are                 |
| 221. | Canis                                            | cachorro                      | perro                                         | wéri                      |
| 222. | Canis azarae                                     | cachorro-do-mato              |                                               | gaihguschy                |
| 223. | Cebus fatuellus (prego)                          | macaco-prego-das-guianas      | mico maicero                                  | sülihry                   |
| 224. | Cebus gracila (caiarara)                         | caiarara-de-fronte-branca     | mico capuchino                                | piriko                    |
| 225. | Callithrix torquata (oyapussá)                   | uapuçá                        | mico tití                                     | äeü                       |
| 226. | Lagothrix canus et humboldti Geoffr. (barrigudo) | macaco-barrigudo-cinzento     | mico churuco                                  | ghooby                    |
| 227. | Pithecia hirsuta (paraoá)                        | parauaçu                      | macaco                                        | ukuenu                    |
| 228. | Pithecia aoucary (simiamelano cephalus)          | uacari                        | macaco                                        | puoghu                    |
| 229. | Nyctipithecus felinus                            | macaco sp., Aotus trivirgatus |                                               | (yá) yurỳ                 |
| 230. | Dasypus mayor                                    | tatu-canastra                 | armadillo grande                              | niuté                     |
| 231. | Dasypus minor                                    | tatu sp.                      | armadillo pequeño                             | niuté one                 |
| 232. | Nasua                                            | quati                         | coatí, cusumbe                                | tsurupy, S; tschuopi, M   |
| 233. | Hydrochoerus capivara                            | capivara                      | capibara                                      | tschöó                    |
| 234. | Dicotyles                                        | queixada                      | jabalí                                        | ahtä                      |
| 235. | Eoelogenys paca                                  | paca                          | borugo                                        | ükysé, S; agoïtschö, M    |
| 236. | Dasyprocta aguti                                 | cutia                         | guatín                                        | oko, S; tschohmae, M      |
| 237. | Myrmecophaga jubata                              | tamanduá-bandeira             | ¿especie de oca? Neochen jubata (Spix 1825)   | aahly                     |
| 238. | Bradypus tridactylus                             | preguiça-de-três-dedos        | oso perezoso                                  | apêy                      |
| 239. | Manatus                                          | peixe-boi/manatim             | manatí                                        | apina                     |
| 240. | Delphinus                                        | boto                          | delfín                                        | amana                     |
| 241. | Crax globulosa (mutum de fabavel açu)            | mutum-fava                    | paujil amazónico                              | ghoipy                    |
| 242. | Crax tuberosa (mutum de vargem)                  | mutum-da-várzea               | paujil Pauxi unicornis?                       | piury                     |
| 243. | Crax urumutum                                    | urumutum                      | paujil nocturno Nothocrax urumutum?           | akary                     |
| 244. | Gallus                                           | galo                          | gallo                                         | gharaka                   |
| 245. | Gallina                                          | galinha                       | gallina                                       | gharaka aino              |
| 246. | Psittacus macao                                  | araracanga                    | guacamaya bandera                             | aoh                       |
| 247. | Psittacus araraun                                | arara-canindé                 | guacamaya azul y amarilla                     | egho                      |
| 248. | Psittacus (minor) (perikito)                     | periquito                     | perico, lorito, pihuicho Brotogeris?          | seré                      |
| 249. | Ramphastos                                       | tucano                        | tucán, picón                                  | yapoko                    |
| 250. | Penelope aracuan (aracuan)                       | aracuã                        | pava de monte pava colinegra?                 | meyüe                     |
| 251. | Penelope cumanensis (cuxuby)                     | cujubim                       | pava gargantirroja Pipile cujubi Pelzen 1858? | oy                        |
| 252. | Gallinua plumba (saracura)                       | saracura                      | ¿Aramides saracura? Spix 1825                 | suuni                     |
| 253. | Anas brasiliensis                                | ananaí                        | pato silvestre Amazonetta brasiliensis?       | ghome                     |
| 254. | Emys amazonica                                   | tartaruga-da-amazônia         |                                               | y-sauarú                  |
| 255. | bufo agoa                                        | sapo                          | sapo                                          | cururú                    |
| 256. | rana                                             | rã                            | rana                                          | co(a)co(a)té              |
| 257. | lacerta                                          | lagarto                       | lagarto                                       | tschahniá                 |
| 258. | serpens                                          | cobra                         | serpiente                                     | göohti                    |
| 259. | crocodilus niger                                 | jacaré-negro                  | cocodrilo                                     | aejú                      |
| 260. | scarabaeus                                       | besouro                       | escarabajo                                    | järi                      |
| 261. | fructus musae                                    | banana                        | plátano hartón                                | oärama, M; weramá, W      |